# 66846 Franklederer
66846 Franklederer este un asteroid din centura principală de asteroizi.

## Descriere
66846 Franklederer este un asteroid din centura principală de asteroizi. A fost descoperit pe 6 noiembrie 1999 la Lime Creek de Robert Linderholm. Asteroidul prezintă o orbită caracterizată de o semiaxă mare de 2,76 ua, o excentricitate de 0,31 și o înclinație de 31,3° în raport cu ecliptica.